# Tytthonyx hondurasicus
Tytthonyx hondurasicus es un insecto, concretamente una especie de coleóptero de la familia Cantharidae.

## Distribución geográfica
Habita en Honduras.